# Porte de Vincennes

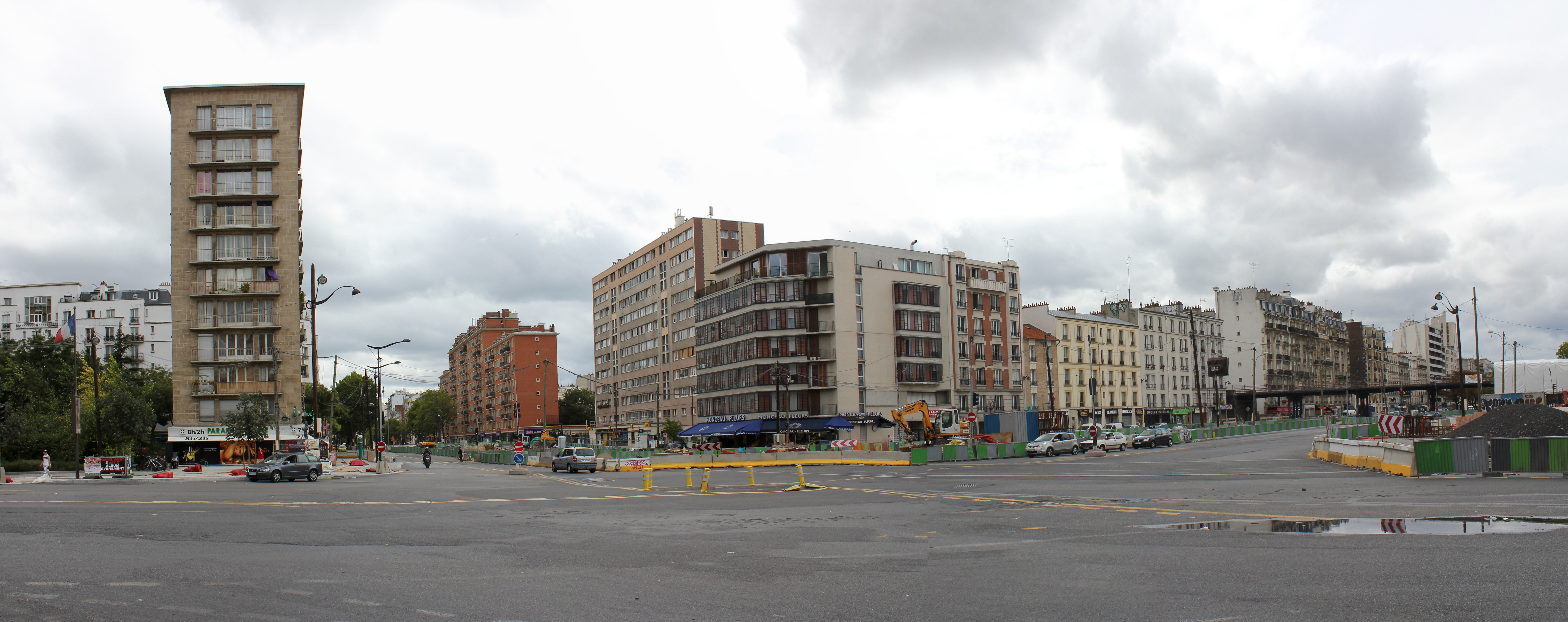
Porte de Vincennes durante la construcción de la línea de tranvía T3.

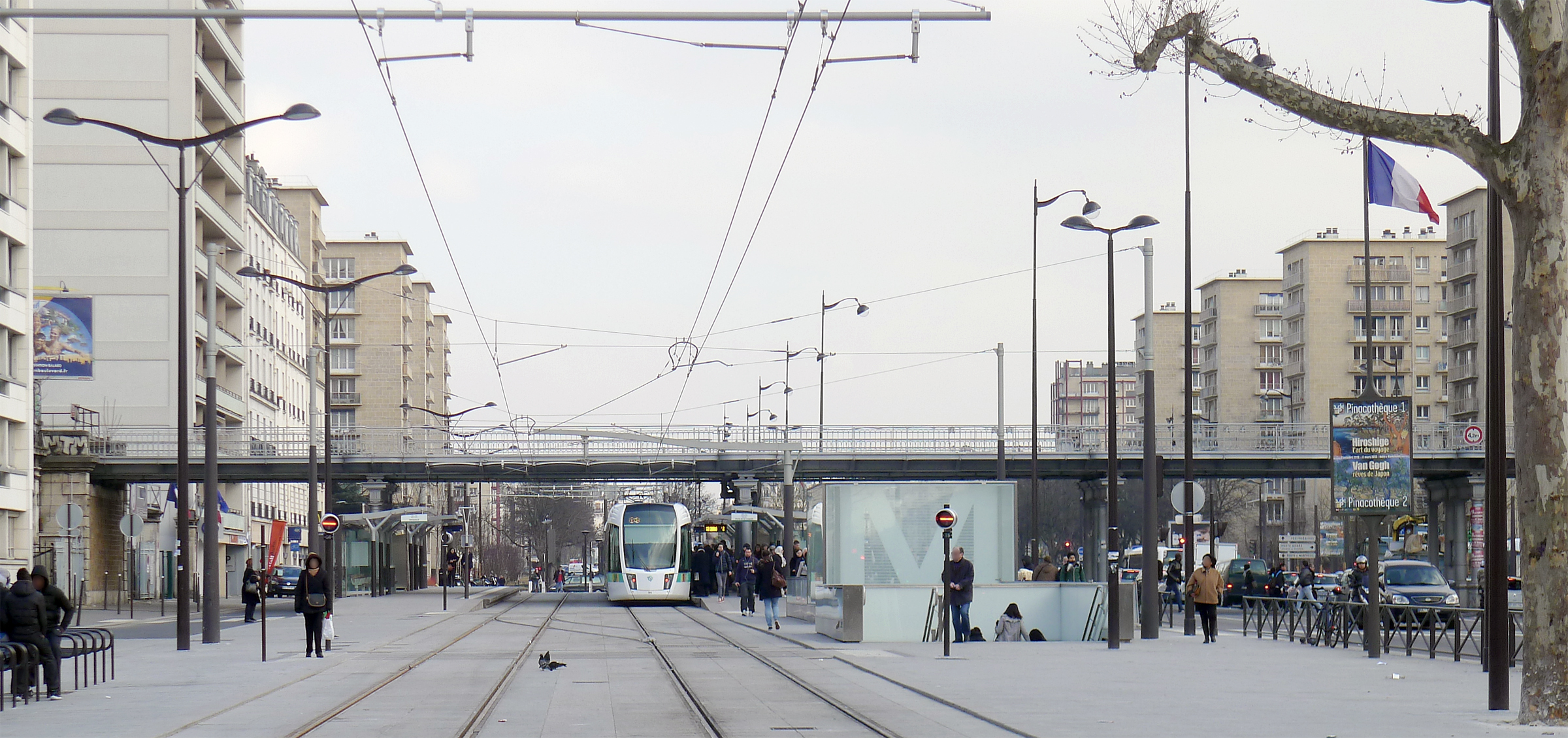
La parada de tranvía de Porte de Vincennes.

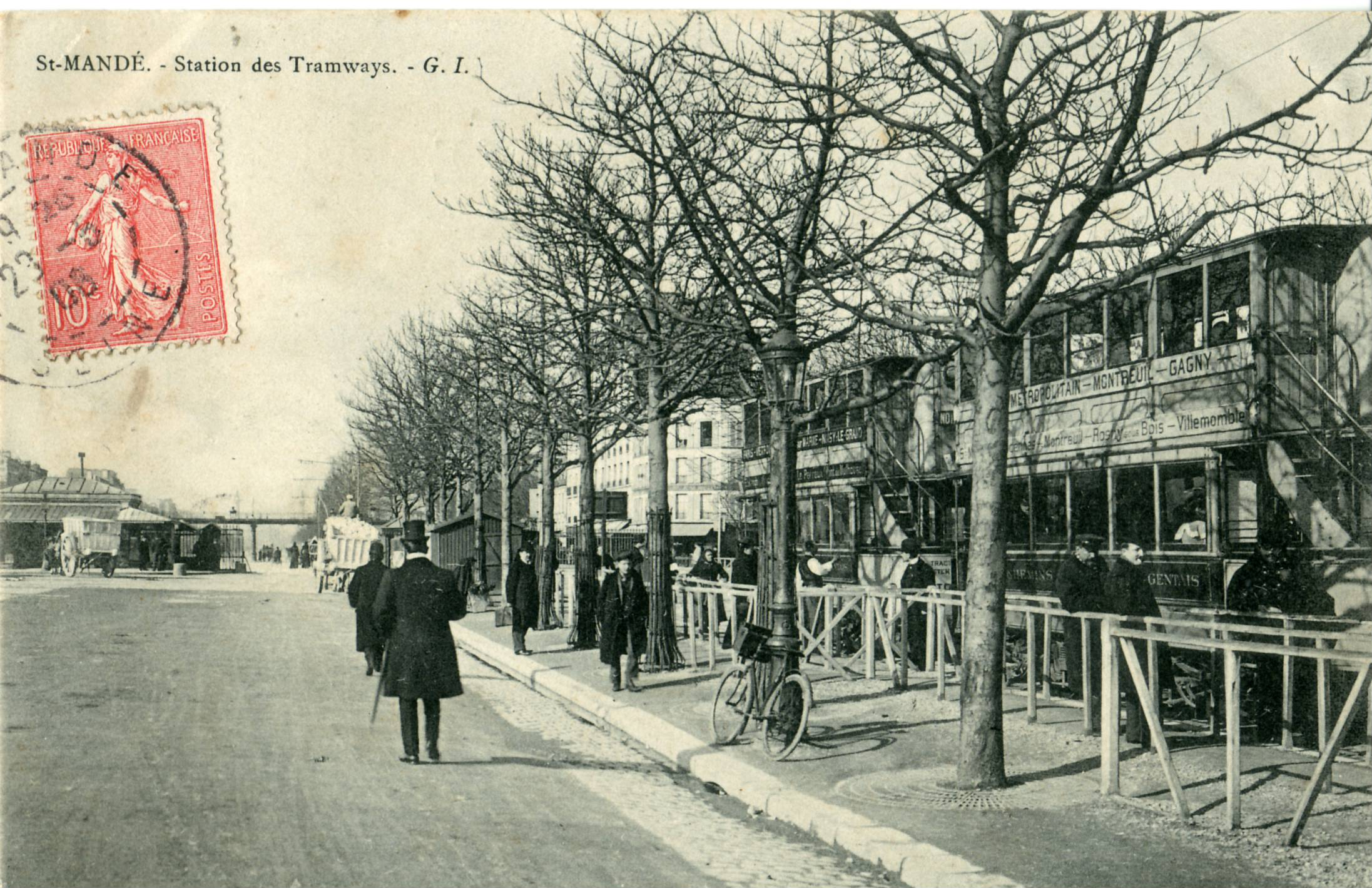
Porte de Vincennes a principios del, visto desde Saint-Mandé, a la altura de la estación de tranvía de Nogentais Ferrocarriles.

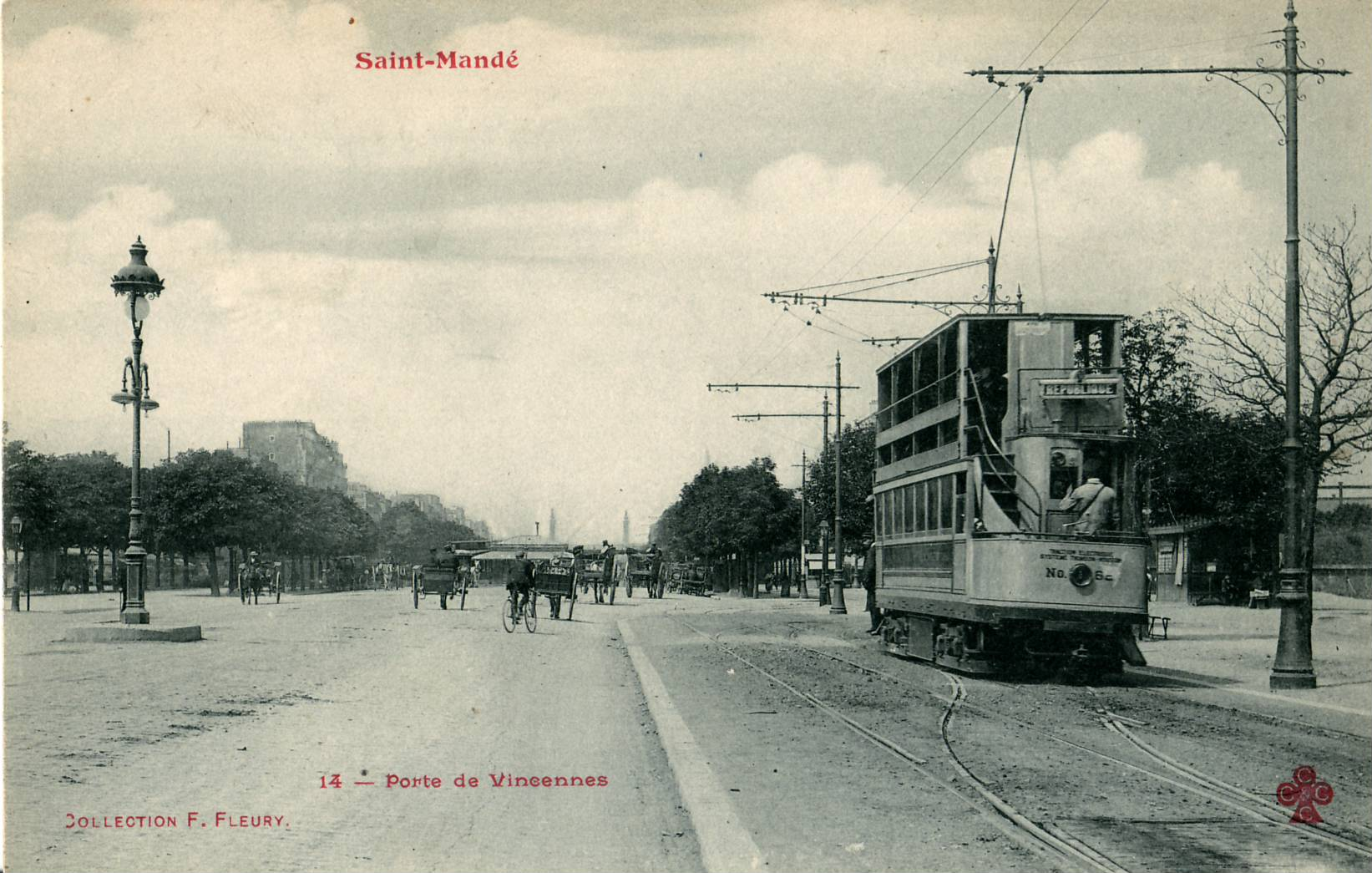
Otra vista que muestra un tranvía yendo hacia la Plaza de la República.

La Porte de Vincennes es una de las Puertas de París en la ciudad homónima, situado en el barrio Bel-Air del distrito XII.

## Ubicación
La Porte de Vincennes se encuentra en la esquina noreste del distrito XII que se reúne la esquina sureste del XX Distrito de París. El sitio es, más o menos, delimitado al oeste por la calle de los Pirineos y de la Avenue du Docteur-Arnold-Netter; en el este, que se apoya por el bulevard Davout y el bulevard Soult. El camino que en realidad pasa por el 'porte' es el Cours de Vincennes, una carretera principal que separa a los dos distritos.
La Porte de Vincennes es una de las principales brechas en la parte oriental del muro de Thiers. Permite el acceso a los suburbios vecinos de Saint-Mandé y Vincennes.

## El barrio
La Porte de Vincennes es el sitio de uno de los mayores mercados al aire libre en París, un mercado que se celebra los miércoles por la mañana y los sábados por la mañana a lo largo de la Cours de Vincennes.
Dos de los liceos más importantes (escuelas secundarias o escuelas preparatorias) en el este de París están aquí. Se llaman el Lycée Hélène-Boucher y el Lycée Maurice-Ravel.
En las cercanías también se encuentra la iglesia de San Gabriel construido durante los años 1920 y habitada, desde entonces, por los Padres de la Congregación de los Sagrados Corazones de Jesús y de María.

## En la cultura popular
La Porte de Vincennes es el lugar donde el personaje, Valmont, muere en la novela epistolar, Les Liaisons dangereuses ('Las amistades peligrosas') por Pierre Choderlos de Laclos. Es invitado allí por su adversario, Danceny, para un duelo.

Vous voulez bien vous trouver demain, entre huit et neuf heures du matin, à la porte du bois de Vincennes.

## Transporte
Dado que es en el cruce de la Cours de Vincennes y los bulevares de los mariscales, con acceso directo al Bulevar Periférico, la principal circunvalación que rodea París, y, puesto que es el origen de la Ruta Nacional 34 (RN 34), la Porte de Vincennes se encuentra en el centro de una zona de tránsito de automóviles de alta densidad.
En cuanto al transporte público, este lugar es servido por la Línea 1 del metro de París en su estación de Porte de Vincennes, así como varias líneas de autobús de la RATP. También se encuentra la terminal de la Línea 3 del sistema tranviario de la Île-de-France, que sirve a los suburbios del este y al servicio de conexión para la Porte de la Chapelle.